# Tuckasegee River
Der Tuckasegee River (auch Tuckaseegee und Tuckaseigee) fließt in seiner gesamten Länge von 37 Kilometern innerhalb des westlichen North Carolina. Er beginnt am Zusammenfluss der Bäche von Panthertown und Greenland im Jackson County oberhalb Cullowhee. Er fließt in nordwestliche Richtung ins Swain County, wo er auf den Oconaluftee trifft, ehe er weiter nach Nordwesten fließt. Bryson City entwickelte sich an beiden Seiten des Tuckasegee und der Bryson City Island Park wurde geschaffen. Der Fluss fließt in den Fontana Lake und mündet letztlich in den Little Tennessee River.
Der Name Tuckasegee wurde möglicherweise von dem Cherokee Wort daksiyi (takhšiyi) des lokalen Cherokee Dialekts abgeleitet und bedeutet Platz der Schildkröten. Im Fluss befinden sich eine Reihe von steinernen Wehren die indianischen Ursprungs sind und dem Fischen dienen. Möglicherweise wurden sie bereits vor Ankunft der Cherokee gebaut.